# Gmina związkowa Rhein-Mosel
Gmina związkowa Rhein-Mosel (niem. Verbandsgemeinde Rhein-Mosel) – gmina związkowa w Niemczech, w kraju związkowym Nadrenia-Palatynat, w powiecie Mayen-Koblenz. Siedziba gminy związkowej znajduje się w miejscowości Kobern-Gondorf. Powstała 1 lipca 2014 z połączenia gminy związkowej Rhens z gminą związkową Untermosel.

## Podział administracyjny
Gmina związkowa zrzesza 18 gmin, w tym jedną gminę miejską (Stadt) oraz 17 gmin wiejskich (Gemeinde):
1. Alken
2. Brey
3. Brodenbach
4. Burgen
5. Dieblich
6. Hatzenport
7. Kobern-Gondorf
8. Lehmen
9. Löf
10. Macken
11. Niederfell
12. Nörtershausen
13. Oberfell
14. Rhens, miasto
15. Spay
16. Waldesch
17. Winningen
18. Wolken